# Atakum
Atakum ist eine Stadtgemeinde (Belediye) im gleichnamigen İlçe (Landkreis) der Provinz Samsun an der türkischen Schwarzmeerküste und gleichzeitig eine Gemeinde der 1993 geschaffenen Büyükşehir belediyesi Samsun (Großstadtgemeinde/Metropolprovinz). Seit der Gebietsreform 2013 ist die Gemeinde flächen- und einwohnermäßig identisch mit dem Landkreis. Atakum liegt ca. 7 km nordwestlich des Zentrums der Provinzhauptstadt Samsun.
Der Landkreis entstand im Jahr 2008 (Gesetz Nr. 5747) durch die Aufteilung des zentralen Landkreises (Merkez Ilçe) der Provinzhauptstadt Samsun in drei neue Kreise: Atakum, Canik und İlkadım. Atakum ist hierbei der nördlichste davon und bestand ursprünglich aus 26 Dörfern (Köy) des zentralen Landkreises und der gleichnamigen Belediye. Atakum wurde 1994 zur Belediye erhoben und zählte Ende 2008 97.066 Einwohner. Atakum hat eine mittlere Bevölkerung (33,6 % der „Kernstadt“, d. h. die drei erwähnten Kreise) und die größte Fläche (45,6 %).
Im Zuge der Gebietsreform wurden 2013 alle Dörfer in Mahalle umgewandelt (heruntergestuft), die 27 Mahalle der Kreisstadt blieben erhalten. An deren Spitze steht ein Muhtar als oberster Beamter.
Ende 2020 lebten durchschnittlich 3.948 Menschen in jedem dieser 56 Mahalle. Yenimahalle Mah. (51.593), Cumhurıyet Mah. (27.772), Mimarsinan Mah. (24.062), Esenevler Mah. (19.997) und Mevlana Mah. (15.925) waren die bevölkerungsreichsten.